# Apsilochorema unculatum
Apsilochorema unculatum är en nattsländeart som beskrevs av Schmid 1970. Apsilochorema unculatum ingår i släktet Apsilochorema och familjen Hydrobiosidae. Inga underarter finns listade i Catalogue of Life.